# Legefeld
Legefeld ist ein Stadtteil der kreisfreien Stadt Weimar in Thüringen.

## Lage
Der südwestlich der Kernstadt befindliche Ortsteil umfasst eine Fläche von 5,5 km². Legefeld liegt südwestlich der ehemaligen Stadtgrenze und südlich der Bundesautobahn 4 sowie nah an der Bundesstraße 85 in kupierten Gelände des Hügellandes zu den Wäldern um Troistedt. Die Gemarkung des Ortsteils liegt am Südrand des Thüringer Beckens.

## Verkehr
Legefeld verfügt über eine Haltestelle an der 25 Kilometer langen Ilmtalbahn nach Weimar und Kranichfeld und wird im Stundentakt von der Linie RB 26 der Erfurter Bahn bedient.

## Geschichte

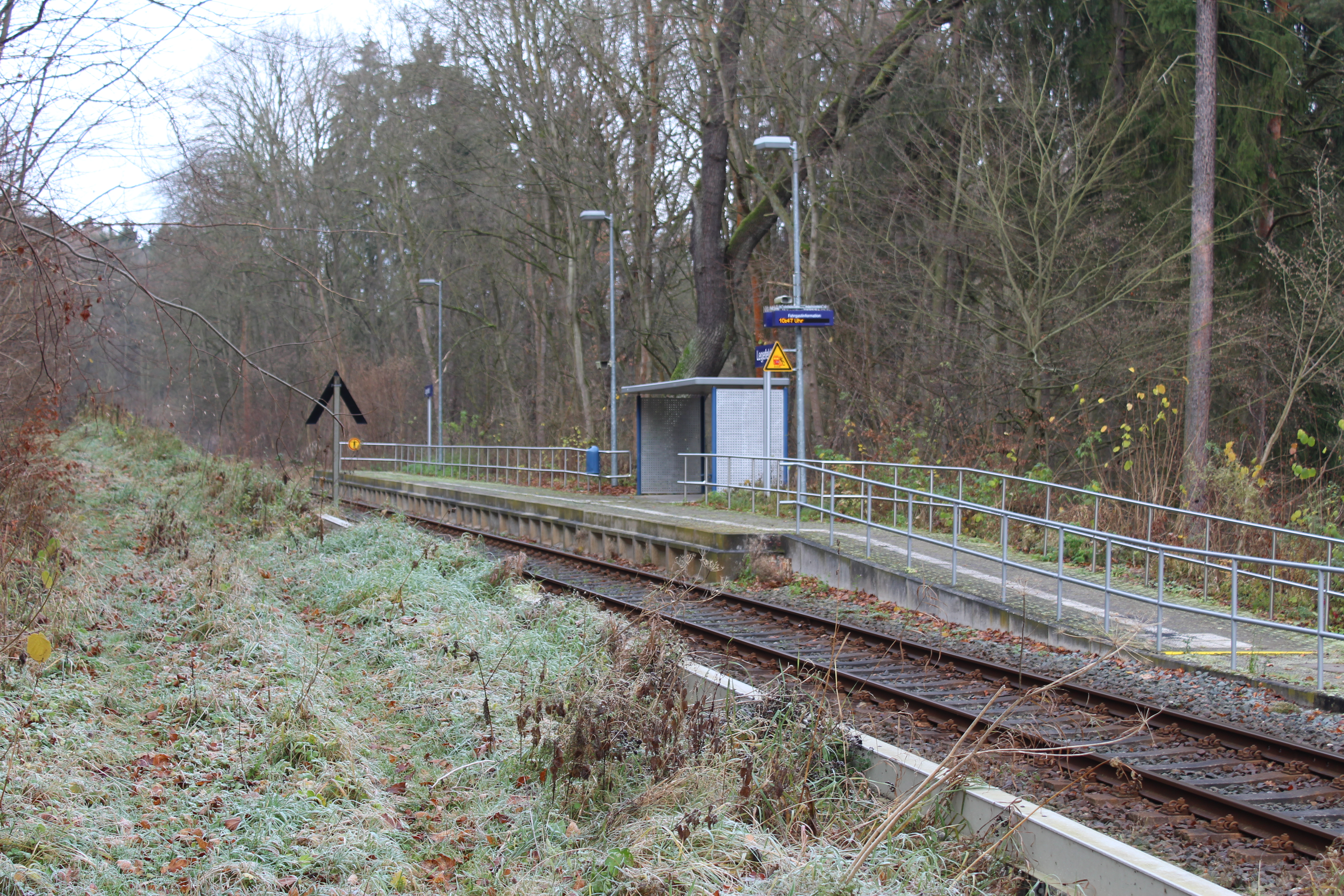
Haltepunkt Legefeld (2017)

Das Dorf wurde am 13. Mai 1290 erstmals urkundlich genannt. Aus einem Bauerndorf entwickelte sich in letzter Zeit ein Wohndorf, lässt sich aus der  gewachsenen Einwohneranzahl bestätigen.
Der Ortsteil hatte am 31. Dezember 2022 2.017 Einwohner. Ortsteilbürgermeisterin ist Petra Seidel.
Legefeld mit seinem Gewerbepark liegt südlich der A 4 direkt an der Autobahnabfahrt „Weimar“ und direkt an der B 85.
Zu Legefeld gehört Holzdorf, das bis 1994 ein Ortsteil der bis dahin selbstständigen Gemeinde Legefeld war. Beide gehören heute als Ortsteil Legefeld/Holzdorf zu Weimar.
Holzdorf besitzt einen Bahnhof, Legefeld einen Haltepunkt an der Bahnnebenstrecke Weimar–Kranichfeld. Diese Bahnstrecke wurde früher auch „Berk'sche Bimmelbahn“ genannt oder als „Kranichexpress“ bezeichnet. Sie hat Traditionscharakter und verbindet die Stadt Weimar über Bad Berka mit der Stadt Kranichfeld.
→ Siehe auch St. Trinitatis (Legefeld)

## Söhne und Töchter
- Max Koch (1852–1923), gründete 1881 eine Konservenfabrik in Braunschweig
- Emil Schenk (1821–1902), Geheimer Staatsrat; Ministerialdirektor in Weimar; Ehrenbürger von Jena; Verleihung der Ehrenbürgerwürde am 16. Juni 1895; Ernennung zum 50-jährigen Dienstjubiläum: „Er hat sich einst als hiesiger Oberbürgermeister durch Gründung der Gasanstalt verdient gemacht“.